# Bled
Bled é um município da Eslovênia. A sede do município fica na localidade de mesmo nome.
Situado no noroeste da Eslovênia, é um dos principais destinos turísticos deste país, sendo conhecido sobretudo pela beleza do Lago Bled, em cujo centro situa-se a única ilha natural e em cujas margens se encontra o mais antigo castelo do país.
Na cidade encontra-se o principal centro de informações sobre o Parque Nacional de Triglav.
Uma importante instituição de ensino na área de administração e turismo existe desde fevereiro de 1986 em Bled: IEDC - Bled School of Management. Ela possui cursos de graduação e pós-graduação. 